# Глазовське ТВ
Глазовське ТВ — табірне відділення в структурі виправно-трудових таборів ГУЛАГ.
Час існування: організовано 01.12.54;

закрите 11.05.55 — передані в ОВТК МВС Удмуртської АРСР і в ОВТК УМВС по Кіровській обл.

## Підпорядкування і дислокація
- ГУЛАГ МВС з 01.12.54;
- Головспецстрой з 02.02.55.

Дислокація: Удмуртська АРСР, Глазов.

## Виконувані роботи
- обслуговування Будівництва 384 в Глазові і в Кірово-Чепецьку.

## Чисельність з/к
- 01.03.55 — 3625